# Blakea glandulosa
Blakea glandulosa är en tvåhjärtbladig växtart som beskrevs av Henry Allan Gleason. Blakea glandulosa ingår i släktet Blakea och familjen Melastomataceae. Inga underarter finns listade i Catalogue of Life.